# XIVe législature de la Cinquième République française
La XIVe législature de la Cinquième République française est un cycle parlementaire français qui s'ouvre le 20 juin 2012, à la suite des élections législatives de 2012, pour s'achever le 20 juin 2017, les travaux parlementaires étant suspendus le 22 février 2017. Le parti du président François Hollande, le Parti Socialiste, détient avec ses alliés la majorité des députés élus à l'Assemblée nationale.
Précédée par la XIIIe législature (2007-2012), la XVe législature lui succède en 2017.

## Composition de l'exécutif

### Présidents de la République successifs
Lors du passage à la XIVe législature, François Hollande est président de la République depuis 36 jours. Ensuite, il décide de ne pas se représenter pour un second mandat. Emmanuel Macron lui succède le 14 mai 2017 à l'issue de l'élection présidentielle de 2017.

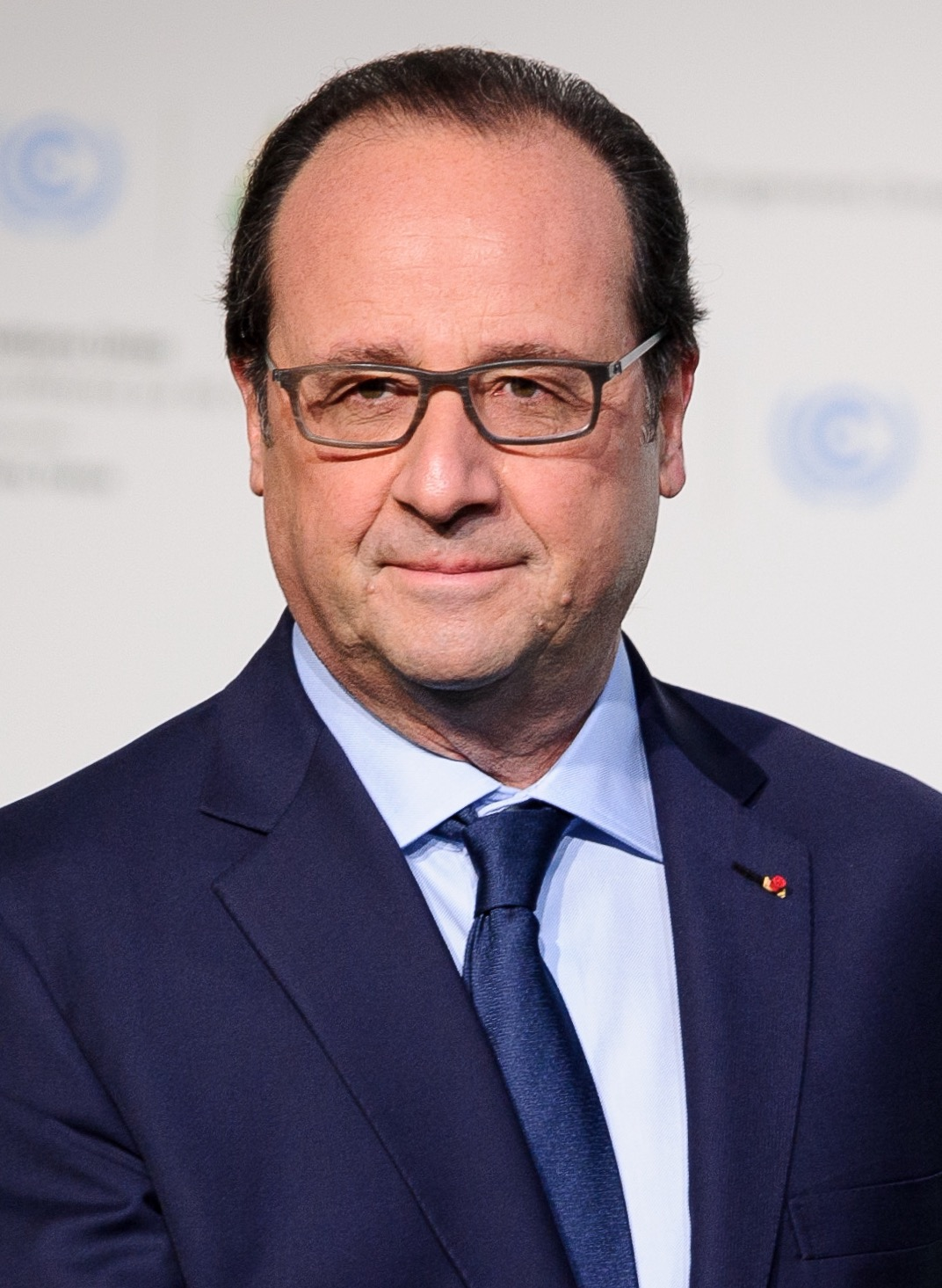
François Hollande, président de la République du 15 mai 2012 au 14 mai 2017.
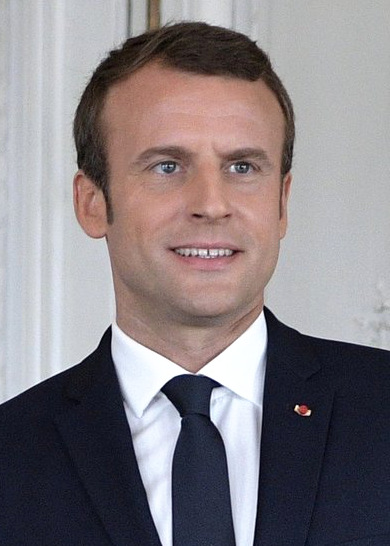
Emmanuel Macron, président de la République depuis le 14 mai 2017.

### Premiers ministres et gouvernements successifs
François Hollande reconduit d'abord Jean-Marc Ayrault au poste de Premier ministre le 20 juin 2012, qui compose un unique gouvernement. Est ensuite nommé Manuel Valls le 31 mars 2014, qui compose quant à lui deux gouvernements. Bernard Cazeneuve lui succède le 6 décembre 2016 et restera chef d'un seul gouvernement jusqu'à l'élection d'Emmanuel Macron à la présidence de la République.

Le dernier gouvernement de la XIVe législature est celui d'Édouard Philippe, mais la Chambre basse ne siège pas. Il qui est reconduit à la suite des élections législatives de juin 2017.
| Premier ministre | Premier ministre                                        | Premier ministre  | Parti            | Dates (Durée)                                       | Gouvernement                  | Parti(s)                                  | Composition initiale               |
| ---------------- | ------------------------------------------------------- | ----------------- | ---------------- | --------------------------------------------------- | ----------------------------- | ----------------------------------------- | ---------------------------------- |
| 1                |                                                         | Jean-Marc Ayrault | Parti socialiste | du 20 juin 2012 au 31 mars 2014 (1 an et 283 jours) | Ayrault II                    | PS-PRG-EÉLV-Walwari                       | 20 ministres 17 secrétaires d'État |
| 2                |                                                         | Manuel Valls      | Parti socialiste | du 31 mars 2014 au 25 août 2014 (147 jours)         | Valls I                       | PS-PRG-Walwari                            | 16 ministres 14 secrétaires d'État |
| 3                | du 26 août 2014 au 6 décembre 2016 (2 ans et 103 jours) | Manuel Valls      | Parti socialiste | Valls II                                            | PS-PRG-Walwari puis PS-PRG-PÉ | 18 ministres 20 secrétaires d'État        |                                    |
| 4                |                                                         | Bernard Cazeneuve | Parti socialiste | du 6 décembre 2016 au 15 mai 2017 (160 jours)       | Cazeneuve                     | PS-PRG-PÉ                                 | 18 ministres 20 secrétaires d'État |
| 5                |                                                         | Édouard Philippe  | Divers droite    | du 15 mai 2017 au 19 juin 2017 (35 jours)           | Philippe I                    | REM - MoDem - PRG - dissidents : LR et PS | 18 ministres 4 secrétaires d'État  |

## Composition de l'Assemblée nationale

### Composition initiale

Composition de la nouvelle législature par étiquette politique
Front de gauche : 10 députés
Mouvement indépendantiste martiniquais : 2 députés
Divers gauche : 22 députés
Europe Écologie Les Verts : 17 députés
Parti socialiste : 280 députés
Parti radical de gauche : 12 députés
Mouvement démocrate : 2 députés
Nouveau Centre : 12 députés
Divers droite : 17 députés
Parti radical : 6 députés
Union pour un mouvement populaire : 194 députés
Front national : 2 députés
Extrême droite : 1 député

155 femmes ont été élues ou réélues, soit 26,86 % des 577 députés :
- 125 élues de gauche (dont 104 PS, 9 EELV, 4 PRG, 1 PCF, 1 FASE, 1 MPR, 1 MRC, 1 AGEG, 3 DVG) ;
- 30 élues de droite (27 pour l'UMP, 1 pour Calédonie ensemble, 1 pour le MPF, 1 pour le FN).

Le doyen d'âge est François Scellier, député radical apparenté au groupe UMP de la 6e circonscription du Val-d'Oise (76 ans au début de son mandat). La benjamine est Marion Maréchal, députée FN de la 3e circonscription du Vaucluse (22 ans au début de son mandat, plus jeune députée de la Ve République).

### Résultats des élections législatives de 2012
| 59 62 02 60 80 27 76 75 91 92 93 77 94 95 78 08 10 51 52 54 55 57 88 67 68 25 39 70 90 21 58 71 89 18 28 36 37 41 45 44 49 53 72 85 22 29 35 56 14 50 61 16 17 79 86 19 23 87 03 15 43 63 01 07 26 38 42 69 73 74 24 33 40 47 64 09 12 31 32 46 65 81 82 11 30 34 48 66 04 05 06 13 83 84 2A 2B Guyane · (973) Guadeloupe · (971) Martinique · (972) Mayotte · (976) La Réunion · (974) Étranger St Barth · St Martin St-Pierre-et · Miquelon Polynésie · française Nouvelle- · Calédonie Wallis-et- · Futuna |

### Modifications à la composition de l'Assemblée
En raison de l'incompatibilité entre les fonctions gouvernementales et le mandat de député, les députés nommés au gouvernement laissent leur siège à l'Assemblée à leur suppléant un mois après leur nomination ministérielle. De même, lorsqu'ils quittent leurs fonctions gouvernementales, ils retrouvent leur siège au palais Bourbon un mois plus tard.
La composition de l'Assemblée est également modifiée par des législatives partielles consécutives à des annulations d'élections par le conseil constitutionnel ou à des démissions de députés.
| #  | Dates de l’élection     | Circonscription          | Député élu lors des élections législatives de 2012 | Parti | Parti | Député élu ou réélu lors des élections législatives partielles | Parti | Parti | Raison                                                                   |
| -- | ----------------------- | ------------------------ | -------------------------------------------------- | ----- | ----- | -------------------------------------------------------------- | ----- | ----- | ------------------------------------------------------------------------ |
| 1  | 9 et 16 décembre 2012   | 1re du Val-de-Marne      | Henri Plagnol                                      |       | UDI   | Sylvain Berrios                                                |       | UMP   | Élection invalidée par le Conseil constitutionnel                        |
| 2  | 9 et 16 décembre 2012   | 6e de l'Hérault          | Dolorès Roqué                                      |       | PS    | Élie Aboud                                                     |       | UMP   | Élection invalidée par le Conseil constitutionnel                        |
| 3  | 9 et 16 décembre 2012   | 13e des Hauts-de-Seine   | Patrick Devedjian                                  |       | UMP   | Patrick Devedjian                                              |       | UMP   | Élection invalidée par le Conseil constitutionnel                        |
| 4  | 17 et 24 mars 2013      | 2e de l'Oise             | Jean-François Mancel                               |       | UMP   | Jean-François Mancel                                           |       | UMP   | Élection invalidée par le Conseil constitutionnel                        |
| 5  | 17 et 24 mars 2013      | Wallis-et-Futuna         | David Vergé                                        |       | DVD   | Napole Polutélé                                                |       | DVG   | Élection invalidée par le Conseil constitutionnel                        |
| 6  | 25 mai et 8 juin 2013   | 1re de l'étranger        | Corinne Narassiguin                                |       | PS    | Frédéric Lefebvre                                              |       | UMP   | Élection invalidée par le Conseil constitutionnel                        |
| 7  | 26 mai et 9 juin 2013   | 8e de l'étranger         | Daphna Poznanski-Benhamou                          |       | PS    | Meyer Habib                                                    |       | UDI   | Élection invalidée par le Conseil constitutionnel                        |
| 8  | 16 et 23 juin 2013      | 3e du Lot-et-Garonne     | Jérôme Cahuzac                                     |       | PS    | Jean-Louis Costes                                              |       | UMP   | Député démissionnaire                                                    |
| 9  | 25 mai et 1er juin 2014 | 3e de la Haute-Garonne   | Jean-Luc Moudenc                                   |       | UMP   | Laurence Arribagé                                              |       | UMP   | Député démissionnaire                                                    |
| 10 | 14 et 28 juin 2014      | 1re de la Polynésie      | Édouard Fritch                                     |       | DVD   | Maina Sage                                                     |       | DVD   | Député démissionnaire                                                    |
| 11 | 22 et 29 juin 2014      | 21e du Nord              | Jean-Louis Borloo                                  |       | UDI   | Laurent Degallaix                                              |       | UDI   | Député démissionnaire                                                    |
| 12 | 29 juin 2014            | Saint-Pierre-et-Miquelon | Annick Girardin                                    |       | PRG   | Annick Girardin                                                |       | PRG   | Députée nommée au gouvernement et démission de Catherine Pen, suppléante |
| 13 | 7 et 14 décembre 2014   | 3e de l'Aube             | François Baroin                                    |       | UMP   | Gérard Menuel                                                  |       | UMP   | Député élu au Sénat                                                      |
| 14 | 1er et 8 février 2015   | 4e du Doubs              | Pierre Moscovici                                   |       | PS    | Frédéric Barbier                                               |       | PS    | Député démissionnaire (nommé commissaire européen)                       |
| 15 | 6 et 13 septembre 2015  | 3e de l'Aveyron          | Alain Marc                                         |       | UMP   | Arnaud Viala                                                   |       | LR    | Député élu au Sénat                                                      |
| 16 | 13 et 20 mars 2016      | 2e de l'Aisne            | Xavier Bertrand                                    |       | LR    | Julien Dive                                                    |       | LR    | Député démissionnaire (élu président de la région)                       |
| 17 | 13 et 20 mars 2016      | 10e du Nord              | Gérald Darmanin                                    |       | LR    | Vincent Ledoux                                                 |       | LR    | Député démissionnaire (élu conseiller régional)                          |
| 18 | 13 et 20 mars 2016      | 2e des Yvelines          | Valérie Pécresse                                   |       | LR    | Pascal Thévenot                                                |       | LR    | Députée démissionnaire (élue présidente de la région)                    |
| 19 | 17 et 24 avril 2016     | 3e de Loire-Atlantique   | Jean-Marc Ayrault                                  |       | PS    | Karine Daniel                                                  |       | PS    | Député nommé au gouvernement et décès du suppléant                       |
| 20 | 22 et 29 mai 2016       | 1re du Bas-Rhin          | Armand Jung                                        |       | PS    | Éric Elkouby                                                   |       | PS    | Député démissionnaire (raison de santé)                                  |
| 21 | 22 et 29 mai 2016       | 5e des Alpes-Maritimes   | Christian Estrosi                                  |       | LR    | Marine Brenier                                                 |       | LR    | Député démissionnaire (élu président de la région)                       |
| 22 | 5 et 12 juin 2016       | 3e de l'Ain              | Étienne Blanc                                      |       | LR    | Stéphanie Pernod-Beaudon                                       |       | LR    | Député démissionnaire (élu vice-président de la région)                  |

### Taux de présence

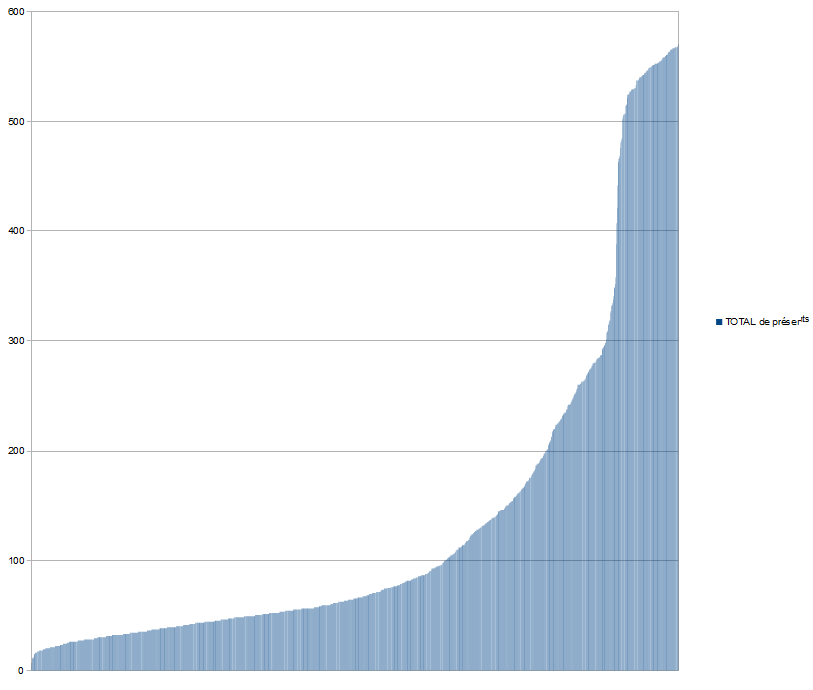
Nombre de présents pour les [https://blogs.mediapart.fr/hebbus/blog/060316/les-absents-de-la-republique-la-france-en-danger 1246 premiers scrutins

En moyenne, 134 députés sur 577 siègent à l'assemblée, correspondant à un taux de présence de 23,2 %.
- 25 % des assemblées se font avec au maximum 42 députés soit 92 % d'absents au minimum.
- 50 % des assemblées se déroulent avec un maximum de 65 députés soit 88 % d'absents au minimum.
- 75 % des assemblées se passent avec un maximum de 159 députés soit 72 % d'absents au minimum.

Le nombre de présents correspond au nombre de votes « pour » + les votes « contre » + les abstentions.

### Session de droit
« L'Assemblée Nationale se réunit de plein droit le deuxième jeudi qui suit son élection. Si cette réunion a lieu en dehors de la période prévue pour la session ordinaire, une session est ouverte de droit pour une durée de quinze jours. »

— Article 12 alinéa 3 de la Constitution du 4 octobre 1958

#### Élection pour la présidence de l'Assemblée nationale
Pour être élu président de l'Assemblée nationale, le candidat doit réunir la majorité absolue des suffrages exprimés au premier ou au second tour ou bien la majorité relative au troisième tour du scrutin.
Le président de l'Assemblée nationale est élu le 26 juin 2012 lors de la séance d'ouverture de la nouvelle législature. Elle est présidée par le doyen d'âge, François Scellier, assisté du bureau d'âge, composé des six députés les plus jeunes de l'Assemblée, à savoir Marion Maréchal, Gérald Darmanin, Laurent Marcangeli, Damien Abad, Virginie Duby-Muller et Razzy Hammadi.
Les députés nommés ministres, au nombre de vingt-sept, ne peuvent pas participer au scrutin, ni être remplacés par leurs suppléants, qui ne commenceront à siéger qu'à l'issue d'un délai d'un mois après leur nomination au gouvernement, soit le 22 juillet 2012.
Le groupe socialiste a désigné Claude Bartolone comme candidat avec 127 voix. Jean Glavany (59 voix), Élisabeth Guigou (50 voix) et Daniel Vaillant (22 voix) avaient également présenté leur candidature.
| Candidat         | Candidat                   | Circonscription            | 1er tour | 1er tour |
| Candidat         | Candidat                   | Circonscription            | Voix     | %        |
| ---------------- | -------------------------- | -------------------------- | -------- | -------- |
|                  | Claude Bartolone           | 9e de la Seine-Saint-Denis | 127      | 49,22    |
| Jean Glavany     | 1re des Hautes-Pyrénées    | 59                         | 22,87    |          |
| Élisabeth Guigou | 6e de la Seine-Saint-Denis | 50                         | 19,38    |          |
| Daniel Vaillant  | 17e de Paris               | 22                         | 8,53     |          |
| Total            | Total                      | Total                      | 258      | 87,5     |

Le seul autre candidat est le président sortant, Bernard Accoyer, désigné par son groupe UMP.
Le 26 juin, le candidat socialiste devient le douzième président de l'Assemblée nationale de la Cinquième République. Il est élu dès le premier tour de scrutin, face au président sortant de l'Assemblée, Bernard Accoyer, candidat de l'UMP, par 298 voix contre 185 (55 votes nuls et 2 autres voix se rapportant à un candidat non déclaré).
| Candidat         | Circonscription            | Groupe politique | Groupe politique | Voix | %      | Situation |
| ---------------- | -------------------------- | ---------------- | ---------------- | ---- | ------ | --------- |
| Claude Bartolone | 9e de la Seine-Saint-Denis |                  | SRC              | 298  | 61,44  | Élu       |
| Bernard Accoyer  | 1re de la Haute-Savoie     |                  | UMP              | 185  | 38,15  | Battu     |
| Autres           | /                          |                  | /                | 2    | 0,41   |           |
|                  |                            |                  |                  |      |        |           |
| Inscrits         | Inscrits                   | Inscrits         | Inscrits         | 550  | 100,00 |           |
| Votants          | Votants                    | Votants          | Votants          | 540  | 98,18  |           |
| Blancs et nuls   | Blancs et nuls             | Blancs et nuls   | Blancs et nuls   | 55   | 10,19  |           |
| Exprimés         | Exprimés                   | Exprimés         | Exprimés         | 485  | 89,81  |           |

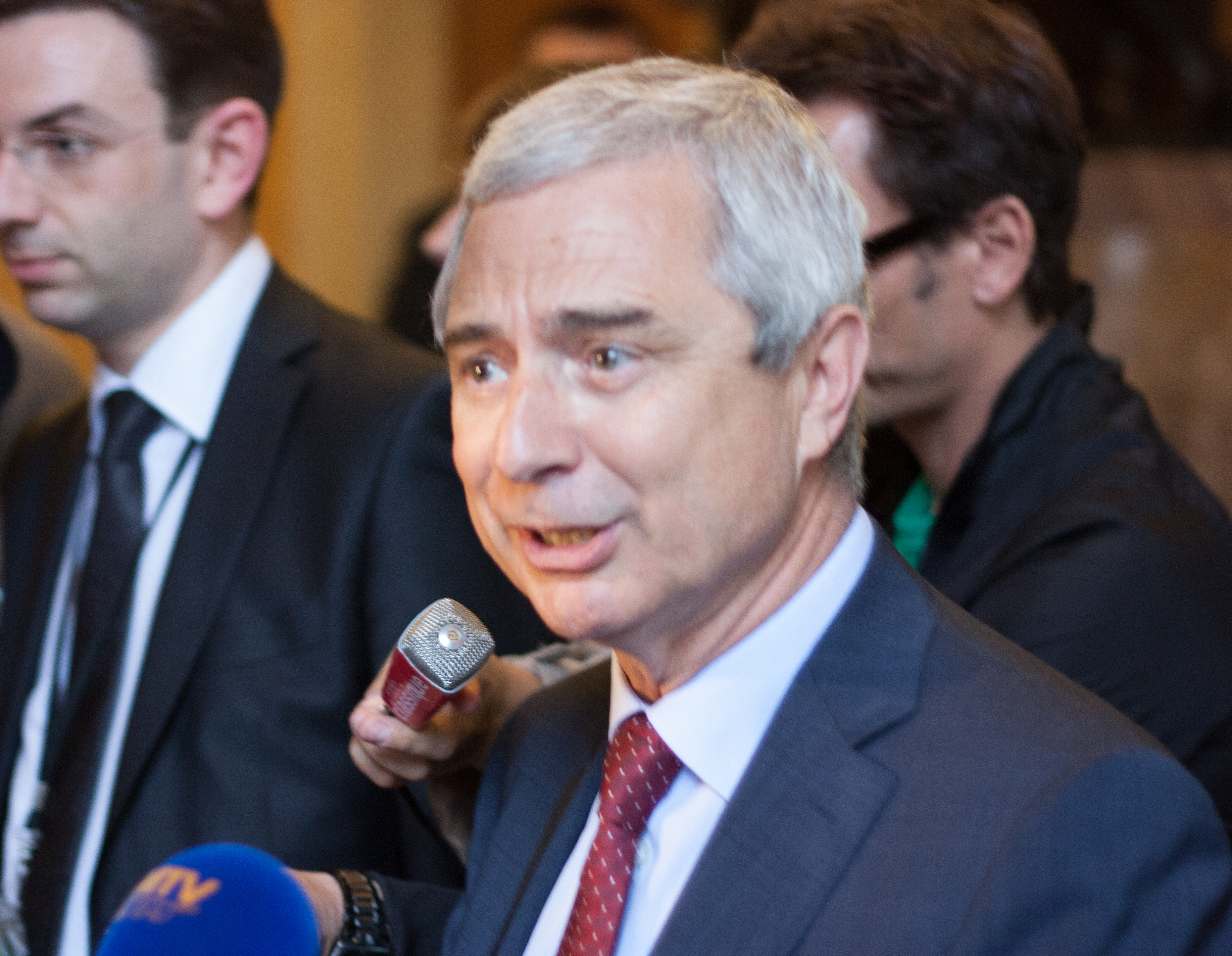
Claude Bartolone le 21 juin 2012, après sa désignation comme candidat socialiste à la présidence de l'Assemblée nationale.
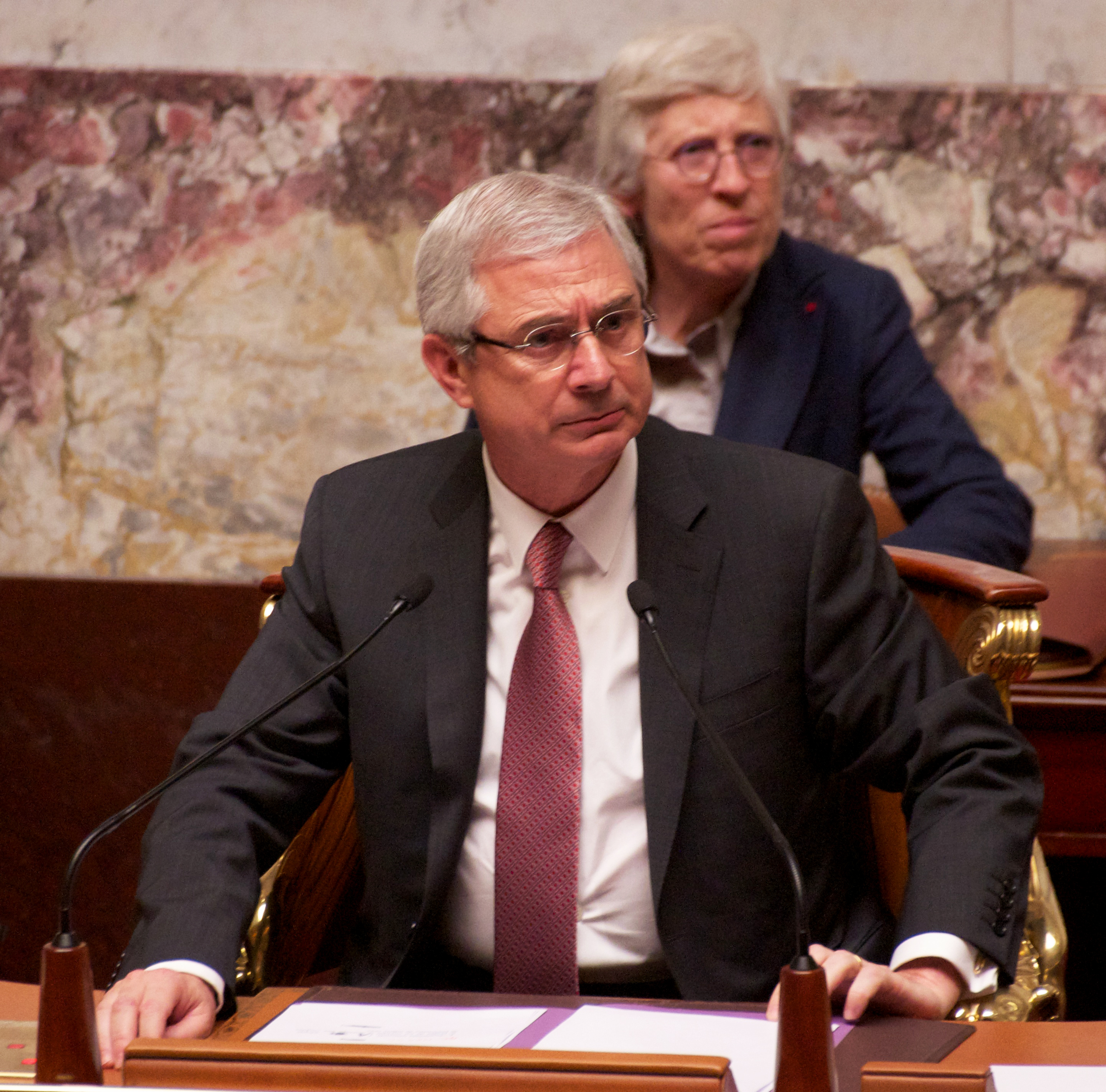
Claude Bartolone présidant au « perchoir » en 2013, assisté par Corinne Luquiens, secrétaire générale de l’Assemblée et de la présidence, à l’arrière-plan.

### Groupes parlementaires
| Groupe parlementaire                      | Groupe parlementaire                      | Groupe parlementaire                            | Députés                                   | Députés                                   | Députés | Président déclaré           |
| Groupe parlementaire                      | Groupe parlementaire                      | Groupe parlementaire                            | Membres                                   | Apparentés                                | Total   | Président déclaré           |
| ----------------------------------------- | ----------------------------------------- | ----------------------------------------------- | ----------------------------------------- | ----------------------------------------- | ------- | --------------------------- |
|                                           | SER                                       | Socialiste, écologistes et républicain          | 271                                       | 13                                        | 284     | Olivier Faure               |
|                                           | LR                                        | Les Républicains                                | 193                                       | 6                                         | 199     | Christian Jacob             |
|                                           | UDI                                       | Union des démocrates et indépendants            | 27                                        | 0                                         | 27      | Philippe Vigier             |
|                                           | RRDP                                      | Radical, républicain, démocrate et progressiste | 18                                        | 0                                         | 18      | Roger-Gérard Schwartzenberg |
|                                           | GDR                                       | Gauche démocrate et républicaine                | 15                                        | 0                                         | 15      | André Chassaigne            |
|                                           |                                           |                                                 |                                           |                                           |         |                             |
| Total de députés membre de groupes        | Total de députés membre de groupes        | Total de députés membre de groupes              | Total de députés membre de groupes        | Total de députés membre de groupes        | 543     |                             |
|                                           | Députés non-inscrits                      | Députés non-inscrits                            | Députés non-inscrits                      | Députés non-inscrits                      | 26      |                             |
|                                           |                                           |                                                 |                                           |                                           |         |                             |
| Total des sièges pourvus                  | Total des sièges pourvus                  | Total des sièges pourvus                        | Total des sièges pourvus                  | Total des sièges pourvus                  | 569     |                             |
| Total des sièges vacants et non attribués | Total des sièges vacants et non attribués | Total des sièges vacants et non attribués       | Total des sièges vacants et non attribués | Total des sièges vacants et non attribués | 0       |                             |

Composition de la législature à partir de mai 2016.

- Groupe Socialiste, Écologiste et Républicain (SER) : comprend 278 membres et 13 apparentés soit les 291 députés du PS, le député social-démocrate ultramarin, Serge Letchimy, du Parti progressiste martiniquais, qui appartenait au groupe socialiste lors de la législature précédente et qui désire s'inscrire dans la majorité présidentielle, et ceux (3) du MRC. Le président du groupe est Olivier Faure.

- Groupe Les Républicains (LR) (anciennement UMP) : comprend 190 membres et 7 apparentés, dont 3 députés du parti radical élus avec l'étiquette de l'UMP (Claude de Ganay, Franck Marlin, François Scellier) et un député du Nouveau Centre (Damien Abad qui a adhéré à l'UMP depuis). Le président du groupe est Christian Jacob.

- Groupe du Rassemblement-UMP (R-UMP) est un ancien groupe qui avait fait scission du groupe UMP. Il est créé le 27 novembre 2012 à l'initiative de François Fillon à la suite des résultats contestés du congrès de l'UMP. Trois députés du parti radical élus avec l'étiquette de l'UMP, Jean Leonetti, Alain Marc, Frédéric Reiss, et l'unique député du Parti chrétien-démocrate (PCD), Dino Cinieri, font partie des 68 à rejoindre le groupe dès sa formation[15]. Le président du groupe est François Fillon. Il regroupe finalement 72 députés dont 3 apparenté. À la suite de l'accord trouvé entre François Fillon et Jean-François Copé, le groupe est dissous le 15 janvier 2013 et les députés rejoignent le groupe UMP.

- Groupe de l'Union des démocrates et indépendants (UDI) : groupe du centre-droit, composé sur les bases de l’Union des radicaux, centristes, indépendants et démocrates (URCID), à l’instigation de Jean-Louis Borloo, il comprend 31 membres : 5 des 6 radicaux élus avec le soutien de l’UMP (Jean-Louis Borloo, Yves Jégo, Bertrand Pancher, Franck Reynier, Arnaud Richard), les députés du Nouveau Centre associés à l’URCID (Jean-Christophe Lagarde, Maurice Leroy, François Rochebloine, André Santini, François Sauvadet), les députés du Nouveau Centre proches de Hervé Morin (lui-même, Charles de Courson, Stéphane Demilly, Francis Hillmeyer, Rudy Salles, Francis Vercamer, Philippe Vigier), les députés de l’Alliance centriste (Thierry Benoit, Philippe Folliot), le député divers droite-Territoires en mouvement Jean-Christophe Fromantin, le député divers droite étiqueté Debout la République (DLR) François-Xavier Villain, les députés UMP Henri Plagnol et Yannick Favennec, ainsi que les députés polynésiens membres du Tahoera’a huiraatira de Gaston Flosse (Edouard Fritch, Jonas Tahuaitu, Jean-Paul Tuaiva), les députés néo-calédoniens Sonia Lagarde et Philippe Gomès, du parti anti-indépendantiste Calédonie ensemble. Le président du groupe est Jean-Louis Borloo.

- Groupe écologiste (ÉCOLO) : ancien groupe parlementaire de 17 membres à savoir les 16 députés écologistes ainsi que Paul Molac, proche de l'Union démocratique bretonne (UDB), élus avec le soutien du PS. Si le groupe écolo a élu à sa tête deux coprésidents (François de Rugy et Barbara Pompili), un seul n'est jusqu'à aujourd'hui reconnu officiellement (François de Rugy de juin 2012 à janvier 2013 et Barbara Pompili depuis janvier 2013). Cette dernière a présenté le 31 janvier 2013 une proposition de résolution visant à ouvrir la possibilité d'une coprésidence paritaire pour les groupes politiques[16].

- Groupe de la Gauche démocrate et républicaine (GDR) : groupe de gauche, dit technique, composé de 15 membres dont les dix élus du Front de gauche et cinq députés ultra-marins. Il comprend les députés du PCF (Gaby Charroux, Nicolas Sansu, Jean-Jacques Candelier, Alain Bocquet, Patrice Carvalho, André Chassaigne, Marie-George Buffet), de la FASE (Jacqueline Fraysse et François Asensi), le député du Parti de gauche Marc Dolez, les députés du Mouvement indépendantiste martiniquais (MIM) Alfred Marie-Jeanne et Jean-Philippe Nilor, Bruno Nestor Azerot, apparenté au Rassemblement démocratique martiniquais (RDM, gauche autonomiste martiniquaise, dissidence du PPM), Gabriel Serville, du Parti socialiste guyanais (PSG) et Huguette Bello, dissidente du PCR, élue sous l'étiquette du Mouvement pour la Réunion (MPR). Le président du groupe est André Chassaigne.

- Groupe Radical, républicain, démocrate et progressiste (RRDP) : composé de 18 membres, soit les 12 députés du Parti radical de gauche (PRG, Thierry Braillard, Gérard Charasse, Jeanine Dubié, Paul Giacobbi, Annick Girardin, Joël Giraud, Jacques Krabal, Dominique Orliac, Sylvia Pinel, Stéphane Saint-André, Roger-Gérard Schwartzenberg, Alain Tourret)[17], élus avec le soutien du PS, ainsi que l'unique représentant du Mouvement unitaire progressiste (MUP) Jean-Noël Carpentier (qui rejoint le groupe radical, comme il l'a fait en Île-de-France)[18], le dissident socialiste Olivier Falorni et un des deux députés du MoDem, Thierry Robert, de La Réunion. Enfin, depuis le 4 juillet, le groupe a été rejoint par le député guadeloupéen Ary Chalus (GUSR, Guadeloupe). Le président du groupe est Roger-Gérard Schwartzenberg.

- 24 députés siègent comme non-inscrits, c'est-à-dire membres d'aucun groupe : outre des députés divers droite et divers gauche peu désireux de s’inscrire dans tel ou tel groupe, on retrouve dans cette catégorie des députés du FN (dont une, Marion Maréchal, est membre du FN, l’autre, Gilbert Collard, n’étant rattaché qu’au « Rassemblement bleu Marine »), ainsi que Jacques Bompard, de la Ligue du Sud, Nicolas Dupont-Aignan, de Debout la République, le député CNIP Gilles Bourdouleix, le second député du MoDem Jean Lassalle, Véronique Besse, du Mouvement pour la France (MPF, élue avec le soutien de l’UMP) ainsi que l'ancien membre de ce dernier parti Yannick Moreau. Depuis mai 2016, avec la disparition du groupe ÉCOLO, plusieurs députés EÉLV sont non-inscrits.

### Historique de la composition des groupes
|                  | Groupe | Groupe | Groupe | Groupe | Groupe | Groupe | Groupe | Non inscrits | Vacant |
| GDR              | ÉCOLO  | SER    | RRDP   | UDI    | R-UMP  | LR     |        | Non inscrits | Vacant |
| ---------------- | ------ | ------ | ------ | ------ | ------ | ------ | ------ | ------------ | ------ |
|                  |        |        |        |        |        |        |        | Non inscrits | Vacant |
| 1er juillet 2012 | 15     | 18     | 295    | 15     | 29     |        | 196    | 9            | 0      |
| 1er octobre 2012 | 15     | 17     | 297    | 16     | 30     | 195    | 7      |              | 0      |
| 1er janvier 2013 | 15     | 17     | 296    | 16     | 29     | 73     | 7      | 124          | 0      |
| 1er avril 2013   | 15     | 17     | 293    | 16     | 30     |        | 196    | 8            | 2      |
| 1er juillet 2013 | 15     | 17     | 292    | 16     | 31     | 199    | 7      | 0            |        |
| 1er octobre 2013 | 15     | 17     | 292    | 16     | 30     | 199    | 8      | 0            |        |
| 1er janvier 2014 | 15     | 17     | 292    | 16     | 30     | 199    | 8      | 0            |        |
| 1er avril 2014   | 15     | 17     | 291    | 17     | 30     | 199    | 8      | 0            |        |
| 1er juillet 2014 | 15     | 18     | 290    | 16     | 29     | 199    | 10     | 0            |        |
| 1er octobre 2014 | 15     | 18     | 289    | 17     | 30     | 199    | 9      | 0            |        |
| 1er janvier 2015 | 15     | 18     | 288    | 17     | 30     | 198    | 9      | 2            |        |
| 1er avril 2015   | 15     | 18     | 288    | 18     | 30     | 198    | 9      | 1            |        |
| 1er juillet 2015 | 15     | 18     | 287    | 18     | 30     | 198    | 10     | 1            |        |
| 1er octobre 2015 | 15     | 18     | 287    | 18     | 30     | 199    | 10     | 0            |        |
| 1er janvier 2016 | 15     | 18     | 287    | 18     | 29     | 199    | 11     | 0            |        |
| 1er avril 2016   | 15     | 18     | 285    | 18     | 29     | 197    | 12     | 3            |        |
| 1er juillet 2016 | 15     |        | 291    | 18     | 30     | 198    | 25     | 0            |        |
| 1er octobre 2016 | 15     | 289    | 28     | 18     | 26     | 198    | 3      |              |        |
| 1er janvier 2017 | 15     | 288    | 27     | 18     | 199    | 25     | 5      |              |        |
| 1er avril 2017   | 15     | 285    | 27     | 18     | 199    | 26     | 7      |              |        |
|                  |        |        |        |        |        |        |        |              |        |
| 20 juin 2017     | 15     |        | 265    | 17     | 27     |        | 197    | 40           | 16     |

20 juin - 27 novembre 2012
28 novembre 2012 - 15 janvier 2013

### Bureau de l'Assemblée nationale

#### Installation du Bureau du 27 juin 2012
Il est renouvelé, à la suite de l'élection du présidente de l'Assemblée nationale, par ses pairs. La séance s'est tenue le 27 juin 2012, lendemain de l'élection du Président, et fut ouverte à 15 heures.
Pour ces diverses fonctions, les présidents de groupe ont établi une liste de candidats qui a été affichée, et aucune autre candidature n'a été reçue.
Le nombre de candidats n’étant pas supérieur au nombre de sièges à pourvoir, il n'y a donc pas lieu de procéder à un scrutin, Claude Bartolone proclame les vice-présidents dans l’ordre de leur présentation, de même pour les questeurs et enfin les secrétaires.

### Composition
Il est ainsi composé du président de l'Assemblée, des 6 vice-présidents, des 3 questeurs ainsi que des 12 secrétaires.
| Fonction                                                                                        | Titulaire | Titulaire                | Circonscription             | Groupe   |
| ----------------------------------------------------------------------------------------------- | --------- | ------------------------ | --------------------------- | -------- |
| Président                                                                                       |           | Claude Bartolone         | 9e de la Seine-Saint-Denis  | SER      |
|                                                                                                 |           |                          |                             |          |
| Première vice-présidente chargée des relations internationales                                  |           | Laurence Dumont          | 2e du Calvados              | SER      |
| Deuxième vice-président chargé des représentants d'intérêt et des groupes d'étude               |           | David Habib              | 3e des Pyrénées-Atlantiques | SER      |
| Troisième vice-président chargé de la communication et de la presse                             |           | François de Rugy         | 1re de la Loire-Atlantique  | SER      |
| Quatrième vice-présidente chargée du patrimoine artistique et culturel de l'Assemblée nationale |           | Sandrine Mazetier        | 8e de Paris                 | SER      |
| Cinquième vice-présidente chargée de l'application du statut de député                          |           | Catherine Vautrin        | 2e de la Marne              | LR       |
| Sixième vice-président chargé de la recevabilité des propositions de loi                        |           | Marc Le Fur              | 3e des Côtes-d'Armor        | LR       |
|                                                                                                 |           |                          |                             |          |
| Première questeure                                                                              |           | Marie-Françoise Clergeau | 2e de la Loire-Atlantique   | SER      |
| Deuxième questeur                                                                               |           | Jean Launay              | 2e du Lot                   | SER      |
| Troisième questeur                                                                              |           | Philippe Briand          | 5e d'Indre-et-Loire         | LR       |
|                                                                                                 |           |                          |                             |          |
| Secrétaires                                                                                     |           | Gérard Charasse          | 3e de l'Allier              | RRDP     |
| Secrétaires                                                                                     |           | Dino Cinieri             | 4e de la Loire              | LR       |
| Secrétaires                                                                                     |           | Marc Dolez               | 17e du Nord                 | GDR      |
| Secrétaires                                                                                     |           | Paul Giacobbi            | 2e de la Haute-Corse        | RRDP     |
| Secrétaires                                                                                     |           | Pascale Got              | 5e de la Gironde            | SER      |
| Secrétaires                                                                                     |           | Arlette Grosskost        | 5e du Haut-Rhin             | LR       |
| Secrétaires                                                                                     |           | Jean-Luc Laurent         | 10e du Val-de-Marne         | App. SER |
| Secrétaires                                                                                     |           | Annie Genevard           | 5e du Doubs                 | LR       |
| Secrétaires                                                                                     |           | Bernard Perrut           | 9e du Rhône                 | LR       |
| Secrétaires                                                                                     |           | Bérengère Poletti        | 1re des Ardennes            | LR       |
| Secrétaires                                                                                     |           | Francis Hillmeyer        | 6e du Haut-Rhin             | UDI      |
| Secrétaires                                                                                     |           | Gabriel Serville         | 1re de la Guyane            | GDR      |

| Fonction                                                                          | Titulaire | Titulaire          | Circonscription      | Groupe | Dates                           | Raison |
| --------------------------------------------------------------------------------- | --------- | ------------------ | -------------------- | ------ | ------------------------------- | --- |
| Deuxième vice-président chargé des représentants d'intérêt et des groupes d'étude |           | Christophe Sirugue | 5e de Saône-et-Loire | SRC    | 27 juin 2012 – 31 décembre 2014 | Nomination au gouvernement Valls II en tant que Secrétaire d'État chargé de l'Industrie.                       |
| Troisième vice-président chargé de la communication et de la presse               |           | Denis Baupin       | 10e de Paris         | ÉCOLO  | 27 juin 2012 – 9 mai 2016       | Démission après des accusations d'agressions sexuelles.                                                        |
| Premier questeur                                                                  |           | Bernard Roman      | 1re du Nord          | SER    | 27 juin 2012 – 21 juillet 2016  | Démission après sa nomination approuvée pour prendre la présidence de l'Autorité de régulation des transports. |

#### Galerie

Composition du bureau au début de la législature lors de son élection initiale.
Composition du bureau après la création du groupe R-UMP.
Composition du Bureau après la dissolution du groupe écologiste jusqu'à la fin de la mandature.

### Commissions et autres organes parlementaires

#### Commissions permanentes
Présidents et rapporteurs généraux des commissions permanentes
| Commissions permanentes                                                                                    | Président ou rapporteur général | Président ou rapporteur général                   | Groupe  |
| --- | ------------------------------- | ------------------------------------------------- | ------- |
| Commission des affaires culturelles et de l'éducation                                                      |                                 | Patrick Bloche                                    | SRC/SER |
| Commission des affaires économiques                                                                        |                                 | Frédérique Massat (à partir du 1er octobre 2015)  | SRC/SER |
| └ Rapporteur général du budget                                                                             |                                 | Christian Eckert (jusqu'au 22 avril 2014)         | SRC/SER |
| └ Rapporteur général du budget                                                                             | Valérie Rabault                 |                                                   | SRC/SER |
| Commission des affaires étrangères                                                                         |                                 | Élisabeth Guigou                                  | SRC/SER |
| Commission des affaires sociales                                                                           |                                 | Catherine Lemorton                                | SRC/SER |
| Commission de la défense nationale et des forces armées                                                    |                                 | Patricia Adam                                     | SRC/SER |
| Commission du développement durable et de l'aménagement du territoire                                      |                                 | Jean-Paul Chanteguet                              | SRC/SER |
| Commission des finances, de l'économie générale et du contrôle budgétaire                                  |                                 | Gilles Carrez                                     | UMP/LR  |
| Commission des lois constitutionnelles, de la législation et de l'administration générale de la République |                                 | Dominique Raimbourg (à partir du 27 février 2016) | SRC/SER |

| Commissions permanentes                                                                                    | Anciens présidents | Anciens présidents  | Groupe | Dates                          | Raison |
| --- | ------------------ | ------------------- | ------ | ------------------------------ | --- |
| Commission des affaires économiques                                                                        |                    | François Brottes    | SRC    | 28 juin 2012 – 19 août 2015    | Fin de mandat après une prolongation de mission temporaire.                                                                        |
| Commission des lois constitutionnelles, de la législation et de l'administration générale de la République |                    | Jean-Jacques Urvoas | SRC    | 28 juin 2012 – 27 février 2016 | Nomination au gouvernement Valls II en tant que Garde des Sceaux, ministre de la Justice après la démission de Christiane Taubira. |

#### Autres organes
Certains organes sont des délégations parlementaires mixtes, composées de membres de l'Assemblée nationale et de membres du Sénat.
| Autres commissions non-législatives                             | Président | Président       | Groupe        |
| --------------------------------------------------------------- | --------- | --------------- | ------------- |
| Commission des affaires européennes                             |           | Danielle Auroi  | ÉCOLO puis NI |
| Commission spéciale chargée de vérifier et d'apurer les comptes |           | Bernard Accoyer | UMP/LR        |

| Délégations                                    | Président | Président           | Groupe  |
| ---------------------------------------------- | --------- | ------------------- | ------- |
| Délégation aux outre-mer                       |           | Jean-Claude Fruteau | SRC/SER |
| Délégation au renseignement (délégation mixte) |           |                     |         |

| Autres organes                                                                                 | Président | Président                                        | Groupe  |
| ---------------------------------------------------------------------------------------------- | --------- | ------------------------------------------------ | ------- |
| Comité d’évaluation et de contrôle                                                             |           | Claude Bartolone                                 | SRC/SER |
| Office parlementaire d'évaluation des choix scientifiques et technologiques (délégation mixte) |           | Bruno Sido (sénateur)                            | UMP     |
| Office parlementaire d'évaluation des choix scientifiques et technologiques (délégation mixte) |           | Jean-Yves Le Déaut (à partir du 4 novembre 2014) | SRC/SER |

### Conférence des présidents
La Conférence des présidents est convoquée chaque semaine par le Président de l'Assemblée nationale afin de fixer l'ordre du jour des séances publiques. Elle est composée, en plus du Président, des vice-présidents, des présidents de commissions permanentes, du président de la commission des affaires européennes, du rapporteur général au budget et des présidents de groupes.
Cependant, le vote des présidents de groupe est multiplié par l'effectif de leur groupe, leur voix est donc prépondérante lors des votes.
| Fonction                                             | Titulaire                   | Titulaire                   | Circonscription            | Groupe |
| ---------------------------------------------------- | --------------------------- | --------------------------- | -------------------------- | ------ |
| Président                                            |                             | Claude Bartolone            | 9e de la Seine-Saint-Denis | SER    |
|                                                      |                             |                             |                            |        |
| Vice-présidents                                      |                             | Laurence Dumont             | 2e du Calvados             | SER    |
| Vice-présidents                                      | David Habib                 | 3e des Pyrénées-Atlantiques |                            | SER    |
| Vice-présidents                                      | François de Rugy            | 1re de la Loire-Atlantique  |                            | SER    |
| Vice-présidents                                      | Sandrine Mazetier           | 8e de Paris                 |                            | SER    |
| Vice-présidents                                      |                             | Catherine Vautrin           | 2e de la Marne             | LR     |
| Vice-présidents                                      | Marc Le Fur                 | 3e des Côtes-d'Armor        |                            | LR     |
|                                                      |                             |                             |                            |        |
| Présidents des commissions permanentes               |                             | Patrick Bloche              | 7e de Paris                | SER    |
| Présidents des commissions permanentes               | Frédérique Massat           | 1re de l'Ariège             |                            | SER    |
| Présidents des commissions permanentes               | Élisabeth Guigou            | 6e de la Seine-Saint-Denis  |                            | SER    |
| Présidents des commissions permanentes               | Catherine Lemorton          | 1re de la Haute-Garonne     |                            | SER    |
| Présidents des commissions permanentes               | Patricia Adam               | 2e du Finistère             |                            | SER    |
| Présidents des commissions permanentes               | Jean-Paul Chanteguet        | 1re de l’Indre              |                            | SER    |
| Présidents des commissions permanentes               |                             | Gilles Carrez               | 5e du Val-de-Marne         | LR     |
| Présidents des commissions permanentes               |                             | Dominique Raimbourg         | 4e de la Loire-Atlantique  | SER    |
| Présidente de la commission des affaires européennes |                             | Danielle Auroi              | 3e du Puy-de-Dôme          | NI     |
|                                                      |                             |                             |                            |        |
| Rapporteure générale du budget                       |                             | Valérie Rabault             | 1re de Tarn-et-Garonne     | SER    |
|                                                      |                             |                             |                            |        |
| Présidents de groupes                                |                             |                             |                            |        |
|                                                      | Olivier Faure               | 11e de Seine-et-Marne       | SER                        |        |
|                                                      | Christian Jacob             | 4e de Seine-et-Marne        | LR                         |        |
|                                                      | Philippe Vigier             | 4e d'Eure-et-Loir           | UDI                        |        |
|                                                      | Roger-Gérard Schwartzenberg | 3e du Val-de-Marne          | RRDP                       |        |
|                                                      | André Chassaigne            | 5e du Puy-de-Dôme           | GDR                        |        |

#### Galerie

Composition de la conférence des présidents au début de la législature lors de son élection initiale.
Composition de la conférence des présidents après la création du groupe R-UMP.
Composition de la conférence des présidents  après la dissolution du groupe écologiste jusqu'à la fin de la mandature.

## Historique de la législature

### Votes de confiance

#### Gouvernement Ayrault II
| Position   | Groupe | Groupe | Groupe | Groupe | Groupe | Groupe | NI | Résultat |
| Position   | GDR    | SRC    | ÉCOLO  | RRDP   | UDI    | UMP    | NI | Résultat |
| ---------- | ------ | ------ | ------ | ------ | ------ | ------ | -- | -------- |
| Position   |        |        |        |        |        |        | NI | Résultat |
| POUR       | 3      | 267    | 17     | 14     | 0      | 0      | 1  | 302      |
| CONTRE     | 0      | 0      | 0      | 0      | 25     | 194    | 6  | 225      |
| ABSTENTION | 12     | 0      | 0      | 0      | 4      | 0      | 1  | 17       |
| NON-VOTANT | 0      | 27     | 1      | 1      | 0      | 2      | 2  | 33       |

#### Gouvernement Valls I
| Position   | Groupe | Groupe | Groupe | Groupe | Groupe | Groupe | NI | Résultat |
| Position   | GDR    | SRC    | ÉCOLO  | RRDP   | UDI    | UMP    | NI | Résultat |
| ---------- | ------ | ------ | ------ | ------ | ------ | ------ | -- | -------- |
| Position   |        |        |        |        |        |        | NI | Résultat |
| POUR       | 2      | 279    | 10     | 14     | 0      | 0      | 1  | 306      |
| CONTRE     | 12     | 0      | 1      | 0      | 23     | 197    | 6  | 239      |
| ABSTENTION | 1      | 11     | 6      | 3      | 3      | 1      | 1  | 26       |
| NON-VOTANT | 0      | 1      | 0      | 0      | 4      | 1      | 0  | 6        |

#### Gouvernement Valls II
| Position   | Groupe | Groupe | Groupe | Groupe | Groupe | Groupe | NI | Résultat |
| Position   | GDR    | SRC    | ÉCOLO  | RRDP   | UDI    | UMP    | NI | Résultat |
| ---------- | ------ | ------ | ------ | ------ | ------ | ------ | -- | -------- |
| Position   |        |        |        |        |        |        | NI | Résultat |
| POUR       | 2      | 253    | 0      | 13     | 0      | 0      | 1  | 269      |
| CONTRE     | 11     | 0      | 1      | 1      | 27     | 198    | 6  | 244      |
| ABSTENTION | 2      | 31     | 17     | 3      | 0      | 0      | 0  | 53       |
| NON-VOTANT | 0      | 5      | 0      | 0      | 3      | 1      | 2  | 11       |

#### Gouvernement Cazeneuve
| Position   | Groupe | Groupe | Groupe | Groupe | Groupe | NI | Résultat |
| Position   | GDR    | SER    | RRDP   | UDI    | LR     | NI | Résultat |
| ---------- | ------ | ------ | ------ | ------ | ------ | -- | -------- |
| Position   |        |        |        |        |        | NI | Résultat |
| POUR       | 2      | 282    | 17     | 0      | 0      | 4  | 305      |
| CONTRE     | 12     | 0      | 1      | 24     | 194    | 8  | 239      |
| ABSTENTION | 1      | 1      | 0      | 0      | 0      | 8  | 10       |
| NON-VOTANT | 0      | 5      | 0      | 3      | 5      | 5  | 18       |

### Historique des motions de censure
| |                  |    |   |   |   |    |     |   |     |         |
| 20 mars 2013 | article 49 al. 2 | 0  | 0 | 0 | 0 | 27 | 195 | 6 | 228 | Rejetée |
| 19 fév. 2015 | article 49 al. 3 | 6  | 0 | 1 | 0 | 23 | 198 | 6 | 234 | Rejetée |
| 18 juin 2015 | article 49 al. 3 | 9  | 0 | 1 | 0 | 24 | 161 | 3 | 198 | Rejetée |
| 12 mai 2016 | article 49 al. 3 | 11 | 0 | 2 | 1 | 27 | 196 | 9 | 246 | Rejetée |
| Majorité absolue des membres de l'Assemblée nationale requise. Le ou les groupes signataires de la motion de censure sont identifiés en souligné. |                  |    |   |   |   |    |     |   |     |         |

### Sessions parlementaires
| Session                | Début             | Fin               |
| ---------------------- | ----------------- | ----------------- |
| session ordinaire      | 26 juin 2012      | 27 juin 2012      |
| session extraordinaire | 3 juillet 2012    | 31 juillet 2012   |
| session extraordinaire | 11 septembre 2012 | 26 septembre 2012 |
| session ordinaire      | 1 octobre 2012    | 27 juin 2013      |
| session extraordinaire | 2 juillet 2013    | 25 juillet 2013   |
| session extraordinaire | 4 septembre 2013  | 4 septembre 2013  |
| session extraordinaire | 10 septembre 2013 | 19 septembre 2013 |
| session ordinaire      | 1 octobre 2013    | 30 juin 2014      |
| session extraordinaire | 1 juillet 2014    | 23 juillet 2014   |
| session extraordinaire | 9 septembre 2014  | 18 septembre 2014 |
| session extraordinaire | 24 septembre 2014 | 24 septembre 2014 |
| session ordinaire      | 1 octobre 2014    | 30 juin 2015      |
| session extraordinaire | 1 juillet 2015    | 23 juillet 2015   |
| session extraordinaire | 15 septembre 2015 | 30 septembre 2015 |
| session ordinaire      | 1 octobre 2015    | 30 juin 2016      |
| session extraordinaire | 1 juillet 2016    | 21 juillet 2016   |
| session extraordinaire | 27 septembre 2016 | 29 septembre 2016 |
| session ordinaire      | 1 octobre 2016    | 20 juin 2017      |

## Principales lois adoptées

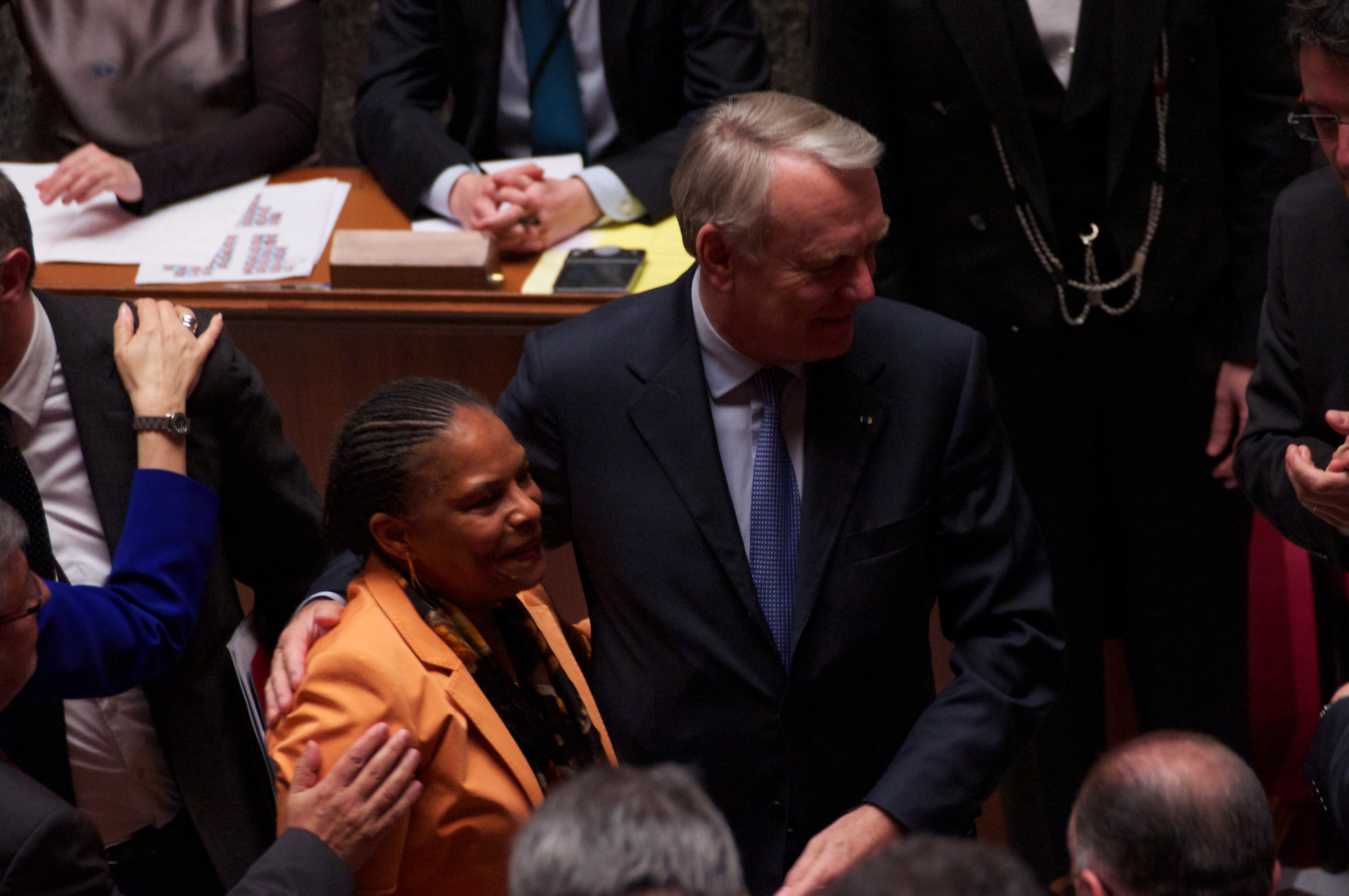
La ministre de la Justice, Christiane Taubira, chargée du projet de loi ouvrant le mariage aux couples de personnes de même sexe, et le Premier ministre, Jean-Marc Ayrault, dans l'enceinte de l'Assemblée nationale, après l'adoption du projet de loi.

### 2012
- Loi relative au harcèlement sexuel (août 2012)
- Loi portant création des emplois d'avenir (octobre 2012)

### 2013
- Loi « Taubira »ouvrant le mariage aux couples de personnes de même sexe (mai 2013)
- Loi « Peillon » d'orientation et de programmation pour la refondation de l'École de la République (juillet 2013)
- Loi relative à l'enseignement supérieur et à la recherche (juillet 2013)
- Lois relatives à la transparence de la vie publique (octobre 2013)

### 2014
- Loi de programmation pour la ville et la cohésion urbaine (janvier 2014)
- Loi de modernisation de l'action publique territoriale et d'affirmation des métropoles (janvier 2014)
- Loi limitant le cumul des mandats électifs (février 2014)
- Loi « Hamon » relative à la consommation (mars 2014)
- Loi pour l'accès au logement et un urbanisme rénové (mars 2014)
- Loi relative à l'économie sociale et solidaire (juillet 2014)
- Loi pour l'égalité réelle entre les femmes et les hommes (août 2014)
- Loi « Taubira » relative à l'individualisation des peines et renforçant l'efficacité des sanctions pénales (août 2014)

### 2015
- Loi relative à la délimitation des régions, aux élections régionales et départementales et modifiant le calendrier électoral (janvier 2015)
- Loi relative au renseignement (juillet 2015)
- Loi portant nouvelle organisation territoriale de la République (août 2015)
- Loi « Macron » pour la croissance, l'activité et l'égalité des chances économiques (août 2015)
- Loi relative à la transition énergétique pour la croissance verte (août 2015)

#### 2015 et 2016
- Plusieurs lois sur l’état d'urgence (novembre 2015, février 2016, mai 2016, juillet 2016, décembre 2016)

### 2016
- Loi de modernisation du système de santé (janvier 2016)
- Loi n° 2016-87 du 2 février 2016 créant de nouveaux droits en faveur des malades et des personnes en fin de vie (février 2016) (dossier législatif|Dossier législatif "Loi Claeys / Leonetti")
- Loi renforçant la lutte contre le crime organisé, le terrorisme et leur financement, et améliorant l'efficacité et les garanties de la procédure pénale (juin 2016)
- Loi pour la reconquête de la biodiversité, de la nature et des paysages (août 2016)
- Loi « El Khomri » relative au travail, à la modernisation du dialogue social et à la sécurisation des parcours professionnels (août 2016)
- Loi « Sapin 2 » relative à la transparence, à la lutte contre la corruption et à la modernisation de la vie économique (décembre 2016)

### 2017
- Loi « Cazeneuve » relative à la sécurité publique (février 2017)

## Analyse

### Composition socio-professionnelle
Au niveau socio-professionnel, l'Assemblée compte :
- 199 fonctionnaires dont :
  - 89 enseignants, dont 32 du secondaire et technique, 10 du premier degré et directeurs d'école, 16 professeurs de faculté, 9 personnels rattachés à l'enseignement et 22 retraités de l'enseignement,
  - 53 fonctionnaires de catégorie A,
  - 38 hauts fonctionnaires,
  - 9 fonctionnaires de catégorie B,
  - 10 retraités de la fonction publique ;
- 107 professions libérales, artisanales ou commerçantes dont :
  - 38 avocats,
  - 25 médecins (dont 3 chirurgiens) et 2 à la retraite,
  - 5 commerçants,
  - 3 chirurgiens-dentistes,
  - 3 pharmaciens et 1 à la retraite,
  - 3 experts-comptables,
  - 3 agents généraux d'assurance,
  - 2 notaires,
  - 2 sages-femmes,
  - 2 vétérinaires,
  - 1 architecte,
  - 1 agent d'affaires,
  - 1 artisan ;
  - 15 autres professions libérales,
- 106 cadres ou cadres-supérieurs dont 94 du secteur privé (5 à la retraite) et 12 du secteur public ;
- 27 autres professions ;
- 24 sans profession déclarée ;
- 23 chefs d'entreprise dont :  
  - 17 industriels,
  - 5 administrateurs de société,
  - 1 à la retraite ;
- 20 agents de maîtrise dont 7 agents techniques ou techniciens (2 à la retraite) et 13 ingénieurs ;
- 18 salariés dont 9 employés du secteur privé (6 à la retraite), 1 salarié agricole, 1 représentant de commerce, 6 salariés du secteur médical et 1 salarié du public à la retraite ;
- 15 permanents politiques ;
- 14 agriculteurs et propriétaires-exploitants ;
- 7 journalistes ;
- 4 magistrats ;
- 1 artiste ;
- 1 assistante sociale ;
- 1 étudiante.